# 1353 w literaturze
Wydarzenia literackie w 1353 roku.

## Nowe książki
- Giovanni Boccaccio – Dekameron
- Mikołaj Pruzio – Kodeks lubiński (Legenda o św. Jadwidze)

## Urodzili się
- Gil Jae, koreański pisarz (zm. 1419)
- Piotr Plaoul, belgijski filozof i teolog (zm. 1415)